# Панфіловський сільський округ (Талгарський район)
Панфі́ловський сільський округ (каз. Панфилово ауылдық округі, рос. Панфиловский сельский округ) — адміністративна одиниця у складі Талгарського району Алматинської області Казахстану. Адміністративний центр — село Панфілово.
Населення — 31447 осіб (2021; 20321 у 2009, 16795 у 1999, 17022 у 1989).
Станом на 1989 рік існувала Панфіловська селищна рада (смт імені Панфілова, села Аркабай, Каменське Плато, Ключі, Тонкеріс, Тузусай), село Кизилту перебувало у складі Калінінської сільської ради.

## Склад
До складу округу входять такі населені пункти:
| Населений пункт       | Населення, осіб (1989) | Населення, осіб (1999) | Населення, осіб (2009) | Населення, осіб (2021) |
| --------------------- | ---------------------- | ---------------------- | ---------------------- | ---------------------- |
| Аркабай, село         | 579                    | 668                    | 797                    | 1230                   |
| Каменське плато, село | 110                    | 144                    | 121                    | 295                    |
| Карабулак, село       | 3783                   | 3721                   | 4208                   | 4749                   |
| Жибек-жоли, село      | 3129                   | 3049                   | 3552                   | 8541                   |
| Панфілово, село       | 7721                   | 7402                   | 9575                   | 13428                  |
| Тонкеріс, село        | 1515                   | 1624                   | 1787                   | 2647                   |
| Тузусай, село         | 185                    | 187                    | 281                    | 557                    |